# Daniela Caracas
Daniela Caracas, née le 25 avril 1997 à Jamundí en Colombie, est une footballeuse internationale colombienne. Elle évolue au poste de défenseure centrale à l'Espanyol.

## Biographie
Avec l'équipe de Colombie, elle participe à la Copa América féminine en 2018. Son équipe se classe quatrième du tournoi.